# 三木良一
三木 良一（みき りょういち、1921年12月23日 - 1991年7月8日）は、日本の経営者。神戸新聞社社長を務めた。

## 経歴
兵庫県神戸市出身。1946年に京都帝国大学法学部を卒業し、同年に神戸新聞社に入社。1967年に取締役に就任し、1975年に常務、1981年に専務を経て、1982年12月に社長に就任。
1987年2月から1990年2月までに会長を務め、デイリースポーツ社社長も務めた。
1991年7月8日、膵臓癌のために死去。69歳没。